# Federico Costantini
Federico Costantini (Roma, 17 gennaio 1989) è un attore, disc jockey e produttore discografico italiano.

## Biografia
Figlio d'arte, suo padre è il regista Daniele Costantini, la madre è la costumista Agata Cannizzaro; è fratello di Eugenia Costantini, figlia che il padre ha avuto da Laura Morante. Oltre a Eugenia, ha altre due sorelle, Yara e Adele.

### Cinema
Il suo primo lavoro è il cortometraggio Stress metropolitano in rap (1997), diretto dal padre; in seguito gira alcuni spot pubblicitari, il primo dei quali insieme a Ronaldo.
Ottiene la sua grande occasione nel 2006, Fabio Tagliavia lo sceglie per il ruolo di Stefano nel film Cardiofitness (2007), tratto dal romanzo di Alessandra Montrucchio; Stefano è un quindicenne innamorato di Stefania (Nicoletta Romanov), una ragazza più grande di lui di 12 anni.
Successivamente è protagonista, insieme a Giulia Steigerwalt, del film tv in onda su Rai 2 nel 2008, Noi due, regia di Massimo Coglitore. Inoltre ritorna sul grande schermo con i film Hotel Meina, diretto da Carlo Lizzani, in cui interpreta il ruolo di Julien Fendez, e Un giorno perfetto, regia di Ferzan Özpetek. Entrambi i film sono stati presentati alla Mostra d'arte cinematografica di Venezia, il primo fuori concorso nel 2007, il secondo in concorso nel 2008.
Ma il suo successo arriva con la miniserie televisiva in 6 puntate, I liceali (2008), dove interpreta il ruolo di Claudio Rizzo, giovane ricco e violento, turbato da drammi familiari. La miniserie è andata in onda in anteprima su Joi di Mediaset Premium e poi successivamente in chiaro su Canale 5. Con l'enorme successo del suo personaggio, diviene il nuovo idolo delle teenager italiane.
Nel 2009 torna ad interpretare il ruolo di Claudio Rizzo nella seconda stagione de I liceali ed appare in un cameo in Questo Piccolo grande amore.
Nel 2011 è tra i protagonisti della serie tv per Canale 5 ispirata a Il Conte di Montecristo, Un amore e una vendetta, per la regia di Raffaele Mertes. Nella serie è il giovane aiutante di Alessandro Preziosi. Inoltre interpreta Simone Annicchiarico nella miniserie televisiva in due puntate per Rai 1 Walter Chiari - Fino all'ultima risata sulla vita del comico italiano. Questa volta è diretto da Enzo Monteleone e recita al fianco di Alessio Boni. Nel 2012 viene scelto per interpretare uno dei protagonisti della miniserie TV per Canale 5, Come un Delfino - la serie, diretta ed interpretata da Raoul Bova, dove interpreta il ruolo di Marco Boschi, un giovane nuotatore ambizioso e senza scrupoli, tornando ad interpretare un ruolo da cattivo, che tuttavia, poi si redime. Nello stesso anno, il regista Lucio Pellegrini che lo ha diretto ne I liceali, lo chiama ad interpretare il ruolo di un giovane calciatore nella seconda stagione della serie di Canale 5 Benvenuti a tavola - Nord vs Sud, dove ritrova anche il collega Giorgio Tirabassi. Nel 2013 è protagonista del film per il cinema Niente può fermarci di Luigi Cecinelli, nel quale esordisce con la sua attività di Producer di musica elettronica, firmando tre pezzi della colonna sonora. Nel 2014, scelto da Mediaset, esordisce come conduttore alla guida del nuovo programma di Italia 1 Urban Wild. Nel 2016 partecipa alla miniserie in 2 puntate per Rai 1, C'era una volta Studio Uno, di Riccardo Donna.

### Musica
Parallelamente alla carriera di attore, lavora come disc jockey e produttore discografico. Si è formato studiando musica da autodidatta e frequentando corsi di pianoforte e produzione di musica elettronica.
Inizia come dj a 19 anni esibendosi in feste private e tra amici, per poi arrivare nei locali di Roma. Nell'estate 2015 si esibisce davanti in piazzale Roma a Riccione, per la manifestazione DJ on Stage di Radio Deejay.

### Vita privata
Appassionato di calcio, ha giocato nelle giovanili della Romulea. Pratica kickboxing e motociclismo.

## Filmografia

### Cinema
- Cardiofitness, regia di Fabio Tagliavia (2007)
- Hotel Meina, regia di Carlo Lizzani (2007)
- Un giorno perfetto, regia di Ferzan Özpetek (2008)
- Niente può fermarci regia di Luigi Cecinelli (2013)

### Televisione
- Noi due, regia di Massimo Coglitore - film TV (2008)
- I liceali, regia di Lucio Pellegrini - serie TV (2008-2009)
- Un amore e una vendetta, regia di Raffaele Mertes - serie TV (2011)
- Walter Chiari - Fino all'ultima risata, regia di Enzo Monteleone - miniserie TV (2012)
- Come un delfino, regia di Stefano Reali - serie TV (2013)
- Benvenuti a tavola - Nord vs Sud, regia di Lucio Pellegrini serie TV (2013)
- C'era una volta Studio Uno, regia di Riccardo Donna miniserie TV (2016)

### Programmi Televisivi
- Ballando con le stelle - Programma televisivo - Concorrente (Rai 1, 2013)
- Urban Wild - Programma televisivo - Conduttore (Italia 1, 2014)

### Cortometraggi
- Stress metropolitano in rap, regia di Daniele Costantini (1997)
- 7 e 1/2 al grammo, regia di Matteo Dell'Angelo (2009)

### Colonne Sonore
- Niente può fermarci - di Luigi Cecinelli con i brani "Nothing's Gonna Stop Us", "Meetra" e "Stratos" (2013)

### Riconoscimenti
- Maremetraggio - Festival Internazionale del Cortometraggio e delle Opere Prime di Trieste (2007) - Premio Scommessa  come Miglior Attore Esordiente per Cardiofitness
- Festival del cinema di Salerno (2007) - Premio per l'interpretazione in Noi due
- Oggiono Film Festival - Lecco 2007  - Premio Ragazzi e Cinema per Cardiofitness
- Capri Art Film Festival - Miglior attore giovane 2008
- Napoli Cultural Classic - Premio Miglior Fiction a Federico Costantini per I Liceali
- Dire Giovani Dire Futuro - Premio a Federico Costantini per "I Liceali"

## Discografia
Singoli
- Frenkie - Free Download (2016)
- Solitaire (feat. Deja) - Complex Drop Records / Digital Empire Records (2016)
- Follow Dreams (feat. B-Law) - Moon Records (2016)
- Revenge (con Twolate) - Zibiria Records (2016)
- We Can Have It All - Pure Gold Records (2016)
- Break The Wall (feat. B-Law) - Enlight Recordings (2017)
- Watch Me Go (feat. Narnz & Nuala) - EGO (2018)
- Ready Set Go (feat. Robbie Rosen) - EGO (2018)
- Heartache - Future House Cloud (2020)
- Endless Purity - Future House Cloud (2020)
- Won't Be There - Future House Cloud (2020)
- Set Free - Teamwrk Records (2021)